# Тупчиенко, Константин Вениаминович
Константи́н Вениами́нович Тупчие́нко (укр. Костянтин Веніамінович Тупчієнко; 13 августа 1970) — советский и украинский футболист, защитник и нападающий.

## Карьера
С 1989 по 1991 год играл за херсонский «Кристалл», провёл 115 матчей и забил 2 гола во 2-й лиге. С 1992 по 1993 год выступал за херсонский клуб уже в первенстве Украины, в 60 встречах забил 7 мячей, и ещё 3 игры провёл в Кубке.
Осенью 1993 года защищал цвета желтоводского «Сириуса», в 7 матчах забил 2 гола. В 1994 году пополнил ряды львовских «Карпат», в составе которых дебютировал в Высшей лиге Украины, где провёл 12 встреч и забил 1 мяч. Кроме того, сыграл 2 матча в 1/4 финала Кубка, внеся вклад в выход команды в полуфинал розыгрыша 1993/94.
С 1995 по 1996 год выступал за таганрогское «Торпедо», в 68 играх забил 4 гола. Летом 1997 года вернулся в «Кристалл», за который провёл 16 матчей и забил 2 мяча в первенстве, и ещё сыграл 4 встречи и забил 1 гол в Кубке Украины.
В 1998 году пополнил ряды «Кубани», однако в составе не закрепился, провёл лишь 3 игры. В июне перешёл в «Динамо» из небольшого городка Цюрупинска, выступавшее в первенстве Херсонской области.
В августе 1998 принят в кировоградскую «Звезду», где выступал с до июня 1999 года, проведя за это время 4 матча за основной состав в чемпионате Украины и 16 встреч, в которых забил 1 мяч, в первенстве за «Звезду-2».
В 2000 году снова играл за клуб из Херсона, носивший в то время название «СК Херсон», в 10 матчах первенства забил 1 гол, и ещё 2 встречи провёл в Кубке Украины.

## Достижения
- Полуфиналист Кубка Украины: 1993/94